# Conbalia varicolor
Conbalia varicolor är en insektsart som beskrevs av Spångberg 1878. Conbalia varicolor ingår i släktet Conbalia och familjen dvärgstritar. Inga underarter finns listade i Catalogue of Life.